# Abaújlak
Abaújlak es un pueblo ubicado en el distrito de Szikszó, en el condado de Borsod-Abaúj-Zemplén, Hungría.

## Superficie
Posee una superficie de 7,060 kilómetros cuadrados.

## Demografía
Hasta 2019 la población era de 69 habitantes, con una densidad de población de 9,773 habitantes por kilómetro cuadrado.